# 龍口礦業
山东能源龍口矿业集团有限责任公司，簡稱山东能源龍矿集团、山东能源龍口矿业集团有限公司，以及龍矿集团（英語：Shandong Energy Longkou Mining Group Company Limited），於1968年由當時国家煤炭部安排成立，名為前身「龍口礦務局」，之後於2010年12月，和另外5家礦業，也就是由淄博礦業、棗莊矿业、新汶矿业、肥城矿业，以及臨沂礦業安排組成「山東能源集團有限公司」，也就是由山東省政府批准於2011年3月21日組成而設，自此成為旗下公司。
山东能源龙矿集团是“世界500强企业”山东能源集团旗下的六家权属企业之一，是以煤炭生产为基础，集热电联产、油页岩综合利用、煤炭储备配送、机械加工、建工建材、物流服务为一体的大型企业集团，是全国唯一的海滨矿区、唯一的实施海下采煤的企业、是山东省第一个省级煤炭战略储备基地、唯一的油页岩综合利用企业。而總部位於山东省龙口市龙港开发区振兴南路369号，而董事長為袁景安。

## 連結
- lkjt.net （页面存档备份，存于）